# If (Janet Jackson)
If is een nummer van de Amerikaanse zangeres Janet Jackson. 
Het was de tweede single van het album janet. uit 1993 en werd
uitgebracht in juli van dat jaar. Het lied is geproduceerd door het
bekende producers-duo Jimmy Jam & Terry Lewis en Janet Jackson.
De single was de opvolger van het uiterst succesvolle 
That's The Way Love Goes dat een wereldwijde hit was geworden
en acht weken op nummer 1 had gestaan in de VS. If kwam in
de Amerikaanse Billboard Hot 100 tot nummer 4. Bij ons bereikte 
het nummer 10 in de Nederlandse Top 40. If staat 
bekend om de manier waarop het seksueel getinte lied wordt
gezongen door Janet. Zo zingt ze de coupletten laag en worden
de zinnen snel achter elkaar bezongen. In het refrein zingt
ze echter hoog en klinkt het lied meteen anders.
De videoclip van If is een van Jacksons meest iconische.
Dit komt mede door de manier waarop de video is gefilmd en
de choreografie. De video is geregisseerd door Dominic Sena.
Het nummer is vanaf het janet. album tijdens al haar tours 
gezongen.